# Velika Loka, Grosuplje
Velika Loka je naselje v Občini Grosuplje, ki spada pod krajevno skupnost Žalna. Na njegovem robu stoji viadukt Velika Loka, del železniške proge Ljubljana - Metlika. V njem se nahaja cerkev sv. Antona s pokopališčem. Gasilski dom je obnovljen in se lahko pohvali z ročno brizgalno iz leta 1926, ki je prav tako povsem obnovljena. Skozi vas teče potok Breg, ki na koncu ponikne in se kot podzemni pritok izliva v reko Krko. Vas ima lasten vodovod, le ta pa ima zajetje pod Kriško vasjo. V potoku živijo ameriške postrvi.